# Дептфорд Тауншип (Нью-Джерсі)
Дептфорд Тауншип (англ. Deptford Township) — селище (англ. township) в США, в окрузі Глостер штату Нью-Джерсі. Населення — 31 977 осіб (2020).

## Демографія
Згідно з переписом 2010 року, у селищі мешкала 30 561 особа в 11 689 домогосподарствах у складі 7990 родин. Було 12361 помешкання
Расовий склад населення:
| - 78,8 % — білих - 12,2 % — чорних або афроамериканців - 4,5 % — азіатів - 0,2 % — корінних американців - 2,0 % — осіб інших рас |

До двох чи більше рас належало 2,3 %. Частка іспаномовних становила 6,0 % від усіх жителів.
За віковим діапазоном населення розподілялося таким чином: 21,6 % — особи молодші 18 років, 63,4 % — особи у віці 18—64 років, 15,0 % — особи у віці 65 років та старші. Медіана віку мешканця становила 39,8 року. На 100 осіб жіночої статі у селищі припадало 92,8 чоловіків;  на 100 жінок у віці від 18 років та старших — 90,0 чоловіків також старших 18 років.
Середній дохід на одне домашнє господарство  становив 80 372 долари США (медіана — 64 705), а середній дохід на одну сім'ю — 92 476 доларів (медіана — 80 872). Медіана доходів становила 58 643 долари для чоловіків та 46 045 доларів для жінок. За межею бідності перебувало 9,9 % осіб, у тому числі 10,5 % дітей у віці до 18 років та 6,1 % осіб у віці 65 років та старших.
Цивільне працевлаштоване населення становило 14 860 осіб. Основні галузі зайнятості: освіта, охорона здоров'я та соціальна допомога — 23,9 %, роздрібна торгівля — 12,8 %, науковці, спеціалісти, менеджери — 11,5 %.